# 雀JAKA雀
『雀JAKA雀』（じゃんじゃかじゃん）は、エルフより1992年11月13日に発売されたアダルトゲーム。

## 概要
本作は、MS-DOS全盛期にエルフがコンピュータRPGの概念を取り入れて開発した、脱衣麻雀である。
トップビューの2Dフィールド（町）でシナリオに沿って主人公を移動させ、行き着いた先でヒロインたちと行う脱衣麻雀勝負やセックスにより、さらにシナリオが進行する。主人公にはコンピュータRPGにおけるHPやMPのように体力や気力が設定されており、多ければ良くなる、少なければ悪くなるといったように、その増減が配牌に影響する。また、体力や気力についてはやはりコンピュータRPGらしく、町のくすり屋で購入できる回復剤を服用することやホテルに宿泊することにより、回復させることが可能となっている。
シナリオ中盤以降に開店するアイテム屋では、勝負の際にイカサマを実現する強力なアイテムが購入できる（というよりも、普通に打つと必ず負ける理不尽な配牌で始まる場所が存在するため、そこでは毎回のイカサマが必須となっている）。
キャラクターデザインと原画は、うめつゆきのり。
なお、本作は『ドラゴンナイトIII』や『天神乱魔』同様に沙織事件の影響から、18禁CGを減らした修正版「女の子いっぱいバージョン」と、そうでない通常版「18歳未満購入禁止バージョン」の2つが存在する。

## あらすじ
麻雀の代打屋である主人公は勝負を放り出してとある組織から追われている最中、新大久保の路地裏で組織の手の者に捕まりかけるが、通りすがりの女子大生・高橋みずきを囮にして難を逃れる。組織の手の者に捕まってしまったみずきは、主人公が遠くの物陰から息を潜めて様子をうかがう中、驚きも隠せないままどこかへ誘拐されていく。
2年後。主人公はほとぼりの冷めた新大久保を再び訪れるが、そこは様々な雀師たちがひしめく一大戦国に一変していた。賭け麻雀に勝ち続けて免許皆伝を得れば、雀荘を開店できるのだ。免許皆伝を目指す者のための麻雀道場も賑わっているそこで主人公は早速麻雀を堪能するが、外出した直後に身包みを剥がされ、一文無しになってしまう。しかし、主人公は会員制の雀荘「北」「西」「南」「東」での勝負で資金を稼げることを麻雀道場のボーイに知らされ、彼から会員証を入手して雀荘へ向かう。
主人公が資金稼ぎと修行を兼ねた勝負で腕を上げていくにつれ、彼の前には雀荘の美女オーナーたちが現れる。やがて、美女オーナーたちとの1対1の勝負を経てさらに強い麻雀道場の美女雀師たちとの1対1の勝負をも制した主人公は、新大久保における麻雀とセックスの頂点にまで上り詰めるが、そんな彼の前に最強のプロ雀師と化したみずきが立ち塞がる。
そして、みずきを麻雀で制した主人公が彼女をもセックスで夢中にさせる一夜を明かした後、翌朝にはさらなる勝負を求め（実際にはまたも面倒事から逃れようと）、事後のまま眠る全裸のみずきのもとから逃げ出そうとするも目覚めた彼女に追いかけられる姿で、物語は幕を下ろす。

## 登場人物
主人公
麻雀の代打屋を務める青年。腕前はそれなりに高いうえに性技にも長けているが、依頼された勝負を放り出し、まったく無関係の一般人だったみずきを囮にして難を逃れるなど、人格は最低である。
秋川 リサ（あきかわ リサ）
雀荘「北」のオーナー。ボーイッシュでデニム生地を好む女性。
結城 アズサ（ゆうき アズサ）
雀荘「西」のオーナー。ウェーブの掛かった金髪で眼鏡を掛けたインテリ女性。
島本 愛（しまもと あい）
雀荘「南」のオーナー。巻き髪で十字架のペンダントを着けたイケイケ女性。
有栖川 けいこ（ありすがわ けいこ）
雀荘「東」のオーナー。ツインテールのロリータ少女。
有栖川 陽子（ありすがわ ようこ）
ロイヤルホテルの前で佇む謎の高飛車女として、最初は名前も教えてくれないボディコン女性。
ミホ
本名は不明。麻雀道場で会える看護婦。
レイコ
本名は不明。麻雀道場で会えるポニーテール女子高生。
トモコ
本名は不明。麻雀道場で会える金髪バニーガール。
チエコ
本名は不明。麻雀道場で会える中華娘。麻雀道場で最強の腕前を誇る。
高橋 みずき（たかはし みずき）
本作のメインヒロインにしてラスボス。ごく普通の女子大生だったが、主人公のせいで組織へ誘拐されて苦難の道を経た果てに、和服のよく似合うプロ雀師となってしまう。シナリオ終盤で主人公の前に立ち塞がるその腕前は、ラスボスに相応しく理不尽なまでの最強を誇る、復讐の鬼である。

## 備考
- 物語の舞台となる新大久保は、1992年当時のエルフの所在地でもある。
- 初回ロットには、当時安定したプログラミングでも知られたエルフにしては珍しく致命的なバグ（具体的な発生条件は公表されなかったが、雀荘「北」で何度勝ってもリサとの1対1の勝負が起こらず、シナリオが先に進まなくなることがある）が存在する。ユーザーサポートに申し出ることで、後日修正版が返送された。なお、再生産分からは修正済み。